# Chardha

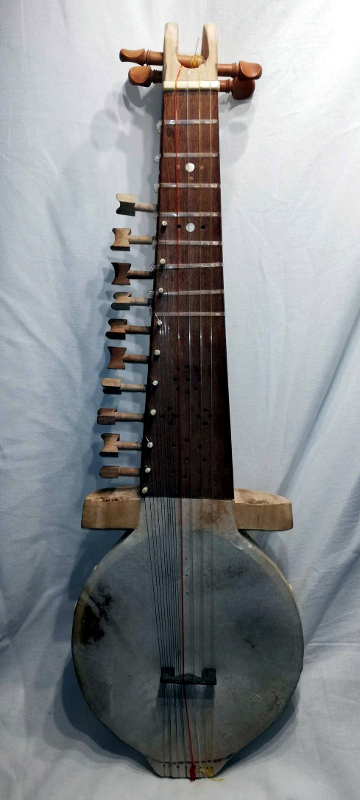
Il Chardha

Il Chardha (chiamato anche Charda, Chardah o Hunza Rubab) è uno strumento a corde proveniente dal Pakistan e dall'Afghanistan e suonato principalmente nella valle dello Hunza e nella provincia di Gilgit-Baltistan. Ha 4 o 5 corde principali in nylon.